# أولدرفورد
أولدرفورد هي قرية تتبع لبلدية بورشانغر في مقاطعة ترومس أوغ فينمارك النرويجية.

## الموقع
تقع قرية أولدرفورد على الساحل الشرقي لشبه جزيرة بورشانغر، على طول شاطئ بورسانغرفيوردن. تقع القرية عند تقاطع الطريق الأوروبي E6 والطريق الأوروبي E69، على بعد حوالي 10 كيلومتر (6.2 ميل) شمال غرب قرية كيستراند، حيث تقع كنيسة كيستراند التاريخية.